# Sciophila plurisetosa
Sciophila plurisetosa är en tvåvingeart som beskrevs av Edwards 1921. Sciophila plurisetosa ingår i släktet Sciophila och familjen svampmyggor. Arten är reproducerande i Sverige. Inga underarter finns listade i Catalogue of Life.